# Demonax gracilis
Demonax gracilis là một loài bọ cánh cứng trong họ Cerambycidae.